# Majlinda Kelmendi
Majlinda Ismet Kelmendi (født 9. maj 1991 i Pejë, Kosovo) er en kosovoalbansk judokæmper fra Kosovo med albanske rødder.
Majlinda Kelmendis internationale karriere startede i 2009, hvilket var inden landet havde etableret sig i de forskellige internationale sportsorganisationer. Som eksempler kan nævnes, at Kosovo først blev medlem af det internationale judo forbund i 2012 og af den internationale olympiske komite i 2014. Da Majlinda Kelmendi startede sin internationale karriere havde Kosovo netop erklæret sin selvstændighed og for at deltage internationalt søgte Majlinda Kelmendi om albansk pas og opnåede således dobbelt statsborgerskab. I de tidlige år repræsenterede Majlinda Kelmendi således Albanien og deltog også ved sommer-OL 2012 i London for Albanien. Her blev Majlinda Kelmendi slået ud i ottendedelsfinalen.
Efter 2012 har Majlinda Kelmendi repræsenteret Kosovo og karrieren har budt på flere europæiske mesterskaber og også verdensmesterskaber. Den store triumf kom ved sommer-OL 2016 i Rio de Janeiro, hvor Majlinda Kelmendi vandt den første olympiske medalje til Kosovo og denne var tilmed af guld i 52 kg klassen.